# Digré
Digré är en ort i Burkina Faso.   Den ligger i regionen Plateau-Central, i den centrala delen av landet, 110 km öster om huvudstaden Ouagadougou. Digré ligger 319 meter över havet och antalet invånare är 1 369.
Terrängen runt Digré är mycket platt. Närmaste större samhälle är Zorgho, 6,5 km sydväst om Digré.
Trakten runt Digré består till största delen av jordbruksmark. Runt Digré är det ganska tätbefolkat, med 129 invånare per kvadratkilometer.